# Avril Haines
Avril Haines (ur. 27 sierpnia 1969 w Nowym Jorku) – amerykańska prawniczka. Od 2021 do 2025 roku Dyrektor Wywiadu Narodowego w gabinecie prezydenta Joego Bidena.

## Życiorys

### Edukacja i młodość
Ukończyła studia licencjackie z fizyki na Uniwersytecie Chicagowskim. Następnie w 1998 roku rozpoczęła studia prawnicze na Georgetown University. Po ukończeniu studiów w 2003 roku rozpoczęła pracę w Departamencie Stanu.

### Kariera polityczna
W latach 2007–2008 była doradczynią Senackiej Komisji Spraw Zagranicznych. Jej przewodniczącym był wówczas Joe Biden.
W 2010 dołączyła do administracji Baracka Obamy jako członkini Rady Bezpieczeństwa Narodowego. Od sierpnia 2013 do stycznia 2015 pełniła funkcję zastępczyni dyrektora CIA. W latach 2015–2017 ponownie pracowała w Radzie Bezpieczeństwa Narodowego. W latach 2017–2020 pracowała w sektorze prywatnym, współpracowała między innymi jako konsultantka z firmą Palantir Technologies.
W listopadzie 2020 Joe Biden wskazał ją na stanowisko Dyrektor Wywiadu Narodowego w jego administracji. 20 stycznia 2021 Senat Stanów Zjednoczonych stosunkiem głosów 84–10 zatwierdził nominację Avril Haines na to stanowisko. Dzień później, 21 stycznia wiceprezydent Kamala Harris zaprzysięgła Haines na Dyrektor Wywiadu Narodowego.

## Kontrowersje
Haines jest oskarżana o to, że przyczyniła się do ukrywania programu tortur prowadzonego przez CIA, program obejmował waterboarding, przemoc seksualną, pozbawienie snu. Krytykę budzi również fakt, że w okresie rządów Obamy uczestniczyła w praktyce selektywnej eliminacji osób uznanych za zagrożenie bezpieczeństwa narodowego USA za pośrednictwem dronów. Według relacji Newsweeka, Haines w administracji Obamy podejmowała decyzję o tym, czy dana osoba powinna być zabita za pomocą drona, czy też w drodze tajnej operacji operacji specjalnych. Według jej krytyków, ataki dronów często, jako straty uboczne, powodowały śmierć rodzin osób podejrzanych o terroryzm, w tym dzieci.